# 戈羅芙代爾公立中學校
戈羅芙代爾公立中學校（Grovedale College），是澳大利亞維多利亞州的公立中學。她座落在智朗市郊戈羅芙代爾，學校成立與1979年，原名「戈羅芙代爾技術高中」。在九十年代初期改名為「戈羅芙代爾中學」，至2003年由現任校長傑福里·庫柏（Jeffrey Cooper）將英文名字再度改為現用名。

## 學校簡史
學校創辦於1979年，最初名叫：「戈羅芙代爾技術高中（Grovedale Technical High School）」   
1991年，改名為：「戈羅芙代爾普通中學（Grovedale Secondary College）」。   
2002年，開始授以日文和印尼文課程。   
2003年，今校長赴任，學校改為今天所用的名字。   
2006年，開始授以中文課程。  

## 交通
1. 《大墨爾本道路通》（Melway）索引號：456頁E9。
2. 乘車者，可於吉朗市中心小馬洛街（Lt Malop Street）乘十六路公交車，至戈羅芙代爾的伯都街（Burdoo Street）橄欖球場下車，穿過球場至學校後門，或沿海爾斯道（Heyers Rd）步行三百餘米至榮加拉道校園正門（Wingarra Drive）。步行路線見詳圖[永久]。
3. 自駕車者可循此圖上的指示[永久]。由吉朗市中心的萊利街（Ryrie St）、南經瑟多門路（Settlement Rd）出城、走多奇路（Torquay Rd）、柏利路（Pioneer Rd）入戈羅芙代爾道（Grovedale Rd）、再經海爾斯道（Heyers Rd）進入榮加拉道（Wingarra Drive）學校處止。

## 註解
1. ↑  在智朗市有一些私立中學在其名字中使用College，但是戈羅芙代爾中學校是完完全全的公立中學。

## 外部連結
- 戈羅芙代爾中學校網址 （页面存档备份，存于）
- 維多利亞州的政府學校名冊[永久]

38°12′01″S 144°19′25″E / 38.2003°S 144.3237°E